# Sid Meier

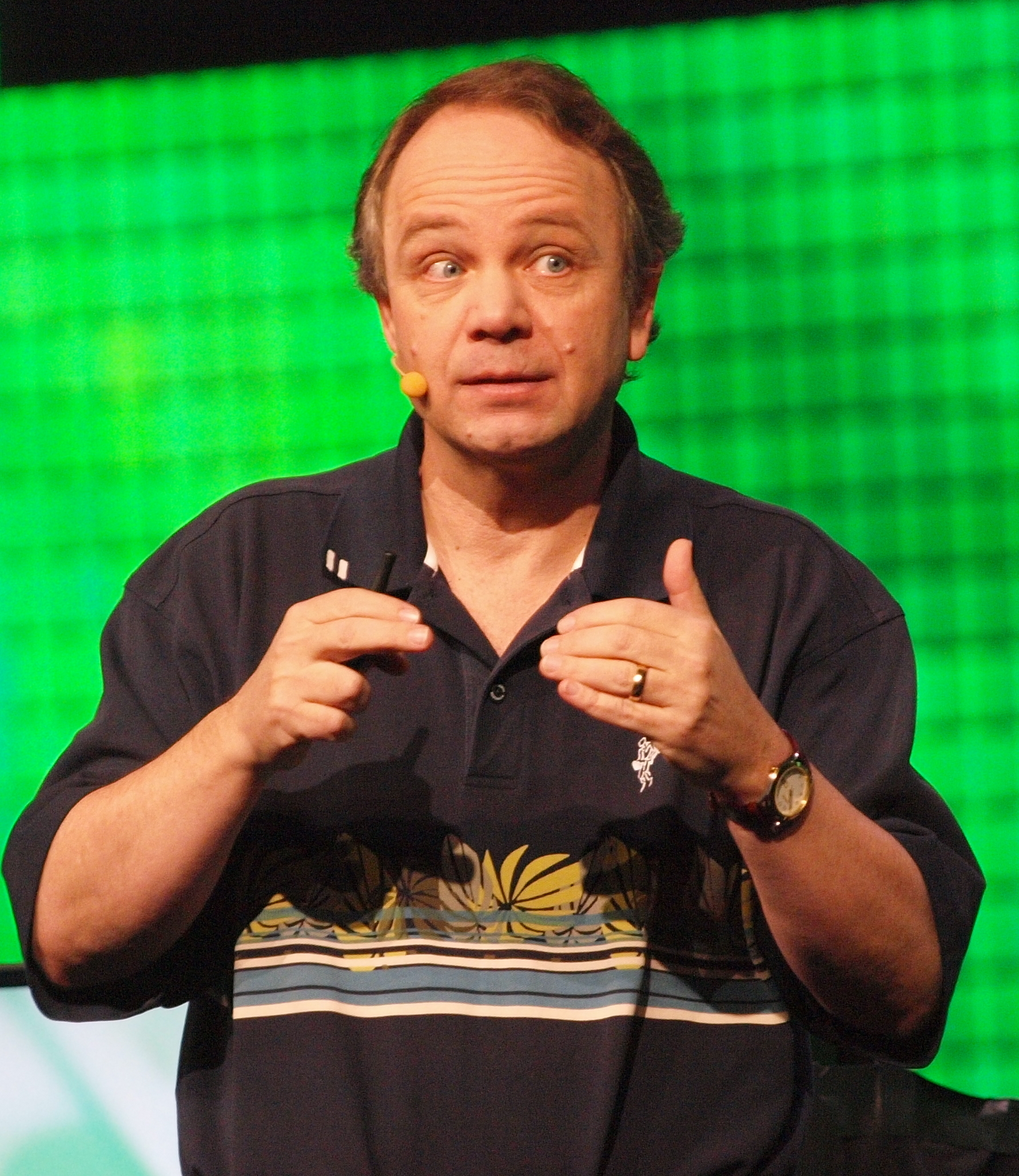
Sid Meier (2010)

Sidney K. „Sid“ Meier (* 24. Februar 1954 in Sarnia, Ontario) ist ein kanadischer Softwareentwickler und Designer von Video- und Computerspielen. Als Schöpfer der Computerspielreihe Civilization und Mitbegründer der Spieleentwicklungsfirma MicroProse zählte Meier insbesondere in den 1980er und 1990er Jahren zu den einflussreichsten Spieleentwicklern.

## Leben und Werdegang
Sid Meier wuchs in Detroit auf und studierte an der Universität von Michigan Geschichte und Informatik und benutzte seinen Atari 800, um seinem Hobby, dem Programmieren von Spielen, nachzugehen. 1981 traf Sid Meier zum ersten Mal auf Bill Stealey, der ebenfalls eine Schwäche für Computerspiele hatte. Kurze Zeit später entstand die gemeinsame Idee, eigene Computerspiele zu verkaufen, und so gründeten sie 1982 die Firma MicroProse.
Trotz der erfolgreichen Spiele kam MicroProse in finanzielle Schwierigkeiten. 1994 wurde MicroProse von Spectrum HoloByte aufgekauft, und Bill Stealey verließ das Unternehmen, das er zehn Jahre zuvor mitgegründet hatte. Doch die finanzielle Talfahrt von MicroProse war nicht aufzuhalten. 1996 verließen auch Sid Meier und Jeff Briggs das Unternehmen und gründeten eine neue Firma, Firaxis Games.
Meier ist seit November 1998 in zweiter Ehe verheiratet und hat einen Sohn aus erster Ehe, der 2012 bei Blizzard Entertainment arbeitete und später für Firaxis Games tätig war.

## Rezeption und Auszeichnungen
- 1995 listete das US-amerikanische Online-Spielemagazin GameSpot Meier als den einflussreichsten Spieleentwickler.[7]
- 1996 wurde er vom US-amerikanischen Spielemagazin Computer Gaming World auf Platz 8 der einflussreichsten Vertreter der Spieleindustrie geführt.[8]
- 1997 listete ihn Computer Gaming World als den einflussreichsten Game Designer.[9]
- 2002 wurde er vom US-amerikanischen Online-Spielemagazin GameSpy hinter Shigeru Miyamoto auf Platz 2 der 30 bedeutendsten Spieleentwickler gelistet.[10]
- Im 2006 erschienenen Brettspiel Im Wandel der Zeiten ist Sid Meier einer der Anführer des "dritten Zeitalters". Zwar wurde die Karte im Nachdruck 2007 anonymisiert, in der überarbeiteten Fassung (Through the Ages: Eine neue Geschichte der Zivilisation, 2015) ist er jedoch wieder enthalten.[11]
- 2009 wurde er vom US-amerikanischen Online-Spielemagazin IGN abermals hinter Miyamoto auf Platz 2 der 100 bedeutendsten Spieleentwickler gelistet.[12]
- Am 21. September 2010, dem Erscheinungsdatum von Civilization V in den Vereinigten Staaten, proklamierte der Gouverneur von Maryland, Martin O’Malley, diesen Tag in seinem Bundesstaat als Sid Meiers Civilization V Day.[13]
- 2011 bezeichnete das auf Personensuche spezialisierte Unternehmen PeekYou Meier als den Designer mit dem größten digitalen Fingerabdruck.[14]

Auszeichnungen:
- 1999 wurde er als Anerkennung seiner Arbeit als zweite Person nach Shigeru Miyamoto in die AIAS Hall of Fame aufgenommen.
- 2008 erhielt er auf der Game Developers Conference im Rahmen der Game Developers Choice Awards die Auszeichnung für sein Lebenswerk.[15]

## Spiele
- Floyd of the Jungle (1982), Jump ’n’ Run
- Chopper Rescue (1983), Actionspiel
- Hellcat Ace (1982), Flugsimulation
- Spitfire Ace (1983), Flugsimulation
- Solo Flight (1984), Flugsimulation
- F-15 Strike Eagle (1985), Flugsimulation
- Crusade in Europe (1985), Strategie
- Conflict in Vietnam (1985), Strategie
- Decision in the Desert (1985), Strategie
- NATO Division Commander (1985), Strategie
- Silent Service (1985), U-Boot-Simulation
- Gunship (1986), Helikopter-Flugsimulation
- Pirates! (1987), Wirtschaftssimulation
- Red Storm Rising (1987), U-Boot-Simulation
- F-19 Stealth Fighter (1988), Flugsimulation
- Sid Meier’s Railroad Tycoon (1990), Eisenbahn-Wirtschaftssimulation
- Sid Meier’s Covert Action (1991), Strategie, Agenten-Adventure, Action
- Sid Meier’s Civilization (1991), Globalstrategie
- Sid Meier’s Colonization (1994), Globalstrategie
- Sid Meier’s Civilization II (1996), Globalstrategie
- Sid Meier’s Gettysburg! (1997), Bürgerkriegs-Echtzeit-Strategie
- Sid Meier’s Antietam! (1998), Bürgerkriegs-Echtzeit-Strategie
- Sid Meier’s South Mountain! (199x), Bürgerkriegs-Echtzeit-Strategie
- Sid Meier’s Alpha Centauri (1999), Globalstrategie
- Sid Meier’s SimGolf (2002), Golf-Wirtschaftssimulation
- Sid Meier’s Civilization III (2002), Globalstrategie
- Sid Meier’s Pirates! (2004), Wirtschaftssimulation
- Sid Meier’s Civilization IV (2005), Globalstrategie
- Sid Meier’s Railroads! (2006), Eisenbahn-Wirtschaftssimulation
- Sid Meier’s Civilization Revolution (2008), Globalstrategie
- Sid Meier’s Civilization IV: Colonization (2008), Globalstrategie
- Sid Meier’s Civilization V (2010), Globalstrategie
- Sid Meier’s Ace Patrol (2013), Rundenbasiernde Strategie
- Sid Meier’s Ace Patrol: Pacific Skies (2013), Rundenbasiernde Strategie
- Sid Meier’s Civilization: Beyond Earth (2014), Globalstrategie
- Sid Meier’s Starships (2015), Globalstrategie
- Sid Meier’s Civilization VI (2016), Globalstrategie
- Sid Meier’s Civilization VII (2025), Globalstrategie

## Trivia
Sid Meier besetzt in einigen seiner Spiele Rollen und Charaktere, so ist er beispielsweise der Wissenschafts-Berater in Civilization und Civilization III.

## Schriften
- Sid Meier: Sid Meier’s Memoir! A Life in Computer Games. WW Norton & Co., New York 2021, ISBN 978-0-393-86829-6.